# Gorduno
Gorduno is een plaats en voormalige gemeente in het Zwitserse kanton Ticino, en maakt deel uit van het district Bellinzona.

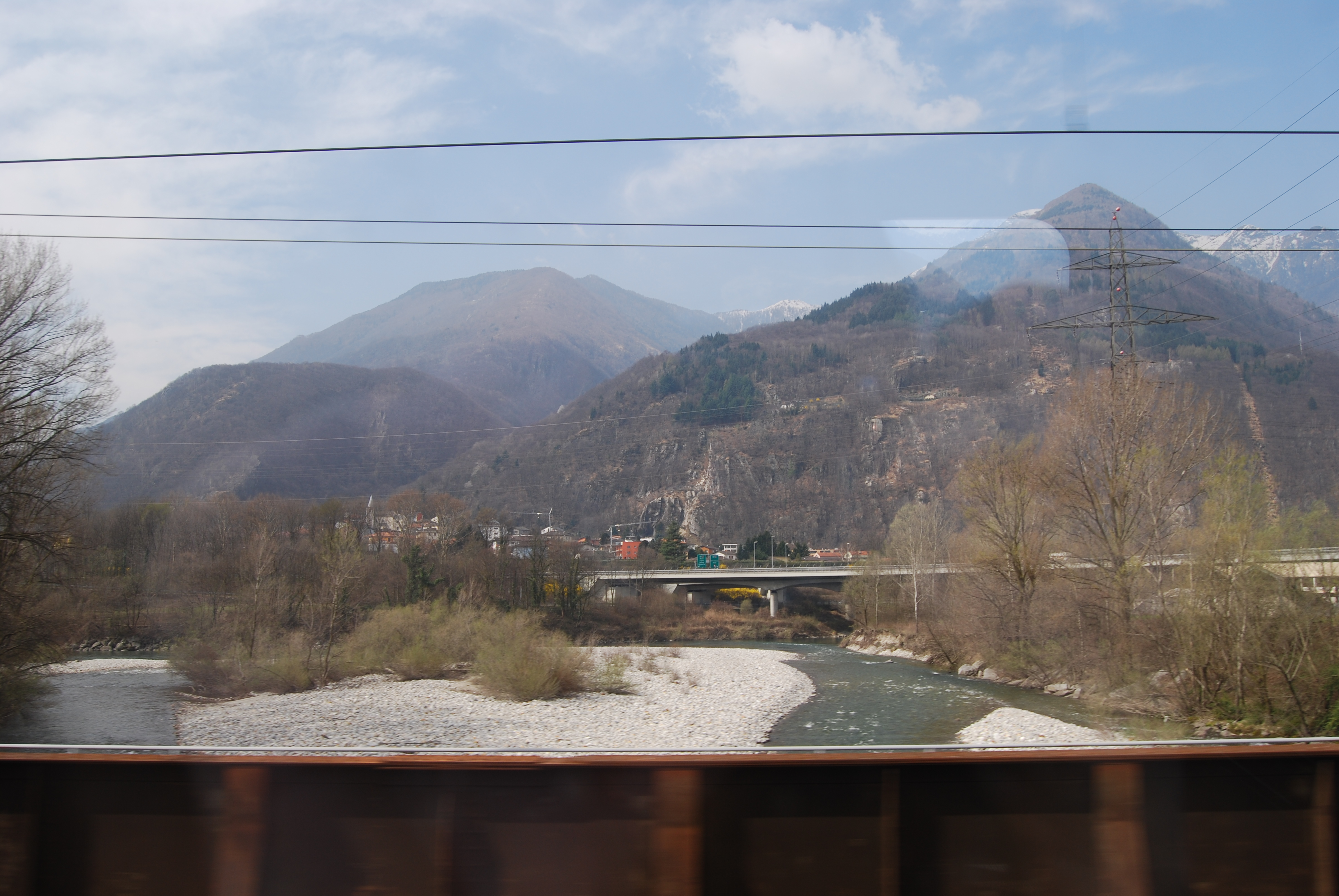
Gorduno

Gorduno telt 695 inwoners.